# موزه باستان شناسی اردبیل
موزه تخصصی باستان‌شناسی در دو طبقه و با مساحتی بالغ بر ۱۷۰۰ متر مربع در بیست و نهم آبان ماه سال ۱۳۸۷ شمسی تکمیل و تجهیز و راه اندازی شد، یکی از موزه‌های باستانشناسی مجهز کشور به‌شمار می‌رود. آثار و اشیاء این موزه مشتمل بر دوره‌های مختلف پیش از اسلام، تاریخی و اسلامی است. سکه‌هایی از دوره‌های مختلف تاریخی ایران و بیزانس از جنس طلا، نقره و دیگر آلیاژها هم نگهداری می‌شود که تاریخ آنها به عصر ساسانی و اوایل اسلام تا سدهٔ ۱۲ هجری قمری متعلق است. در این موزه بیش از ۵۰۰ اثر تاریخی متعلق به دوره‌های مختلف تاریخی مربوط به اردبیل شامل انواع سفالینه‌های ساده و منقوش، ظروف شیشه ای، چینی‌های آبی و سفید، ابزار و ادوات مفرغی و نسخ خطی، سکه‌ها، آثار سفالی و شیشه ای از دوره‌های مختلف تاریخی منطقه می‌باشد.در موزه باستانشناسی اردبیل علاوه بر نگاهداری اشیاء و اموال تاریخی- فرهنگی، طبقات و لایه‌های محوطه باستانی قلعه بوینی یوغون شهرستان نیر طراحی و بازسازی شده‌است که بازدید کنندگان در قسمت شرقی طبقه زیرین می‌توانند از آن بازدید نمایند
چیدمان اشیای این موزه بر اساس دوره تاریخی آن انجام شده‌است.

### جام نقره ای خلخال
این جام با قدمت سه هزار ساله از جنس نقره مربوط به عصر آهن ۳ در گورستان تاریخی شال در منطقه خلخال به همراه ۱۴۰ قطعه دیگر که حاکی از استفاده آن ها در مراسم آیینی، مذهبی و نظامی شامل جنگ‌افزارهای عصر آهن  کشف گردیده است. این اشیاء در حال حاضر در مخزن اشیای موزه باستان شناسی اردبیل نگهداری شده و در مرحله مرمت و پژوهش است.

## نگارخانه

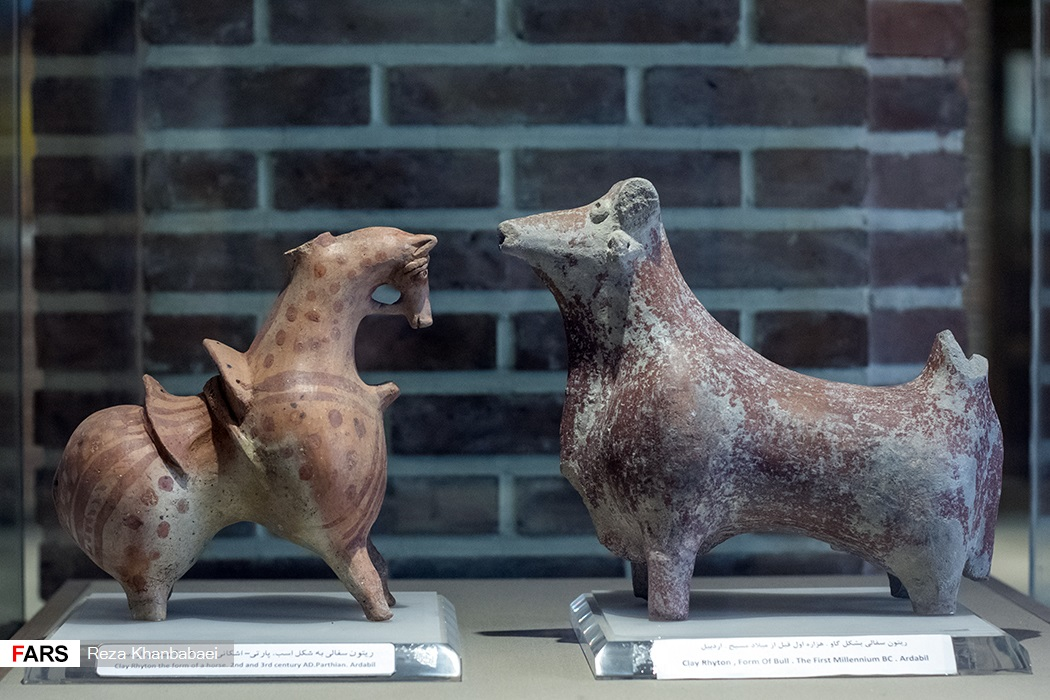
ریتون سفالی هزاره اول قبل از میلاد
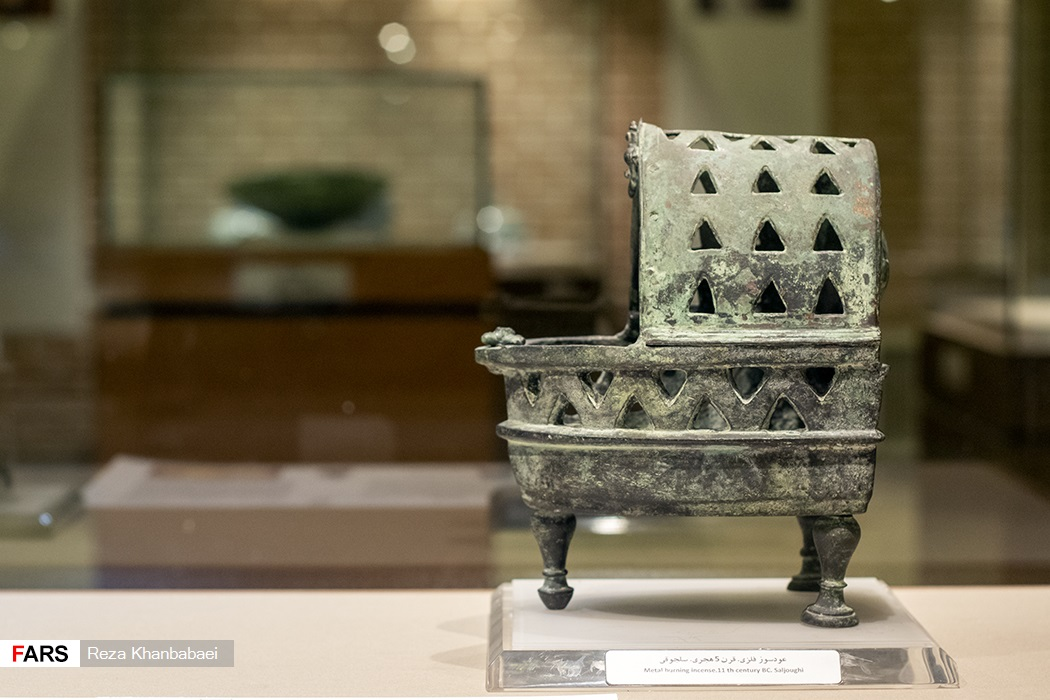
عود سوز دوره سلجوقی
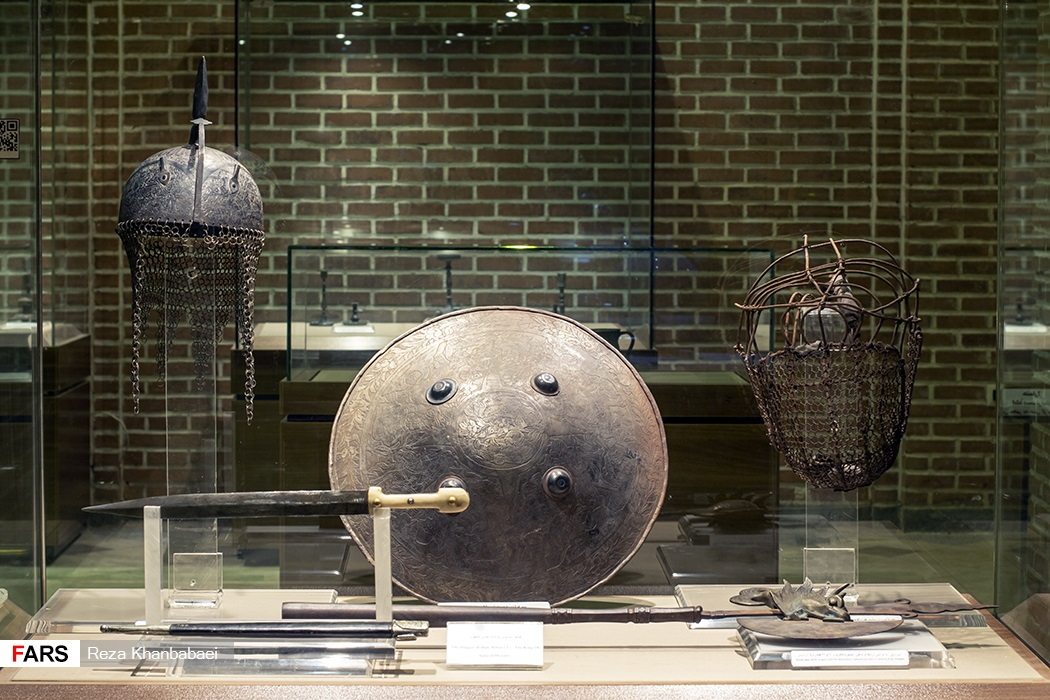
کلاه خود و شمشیر شاه عباس کبیر
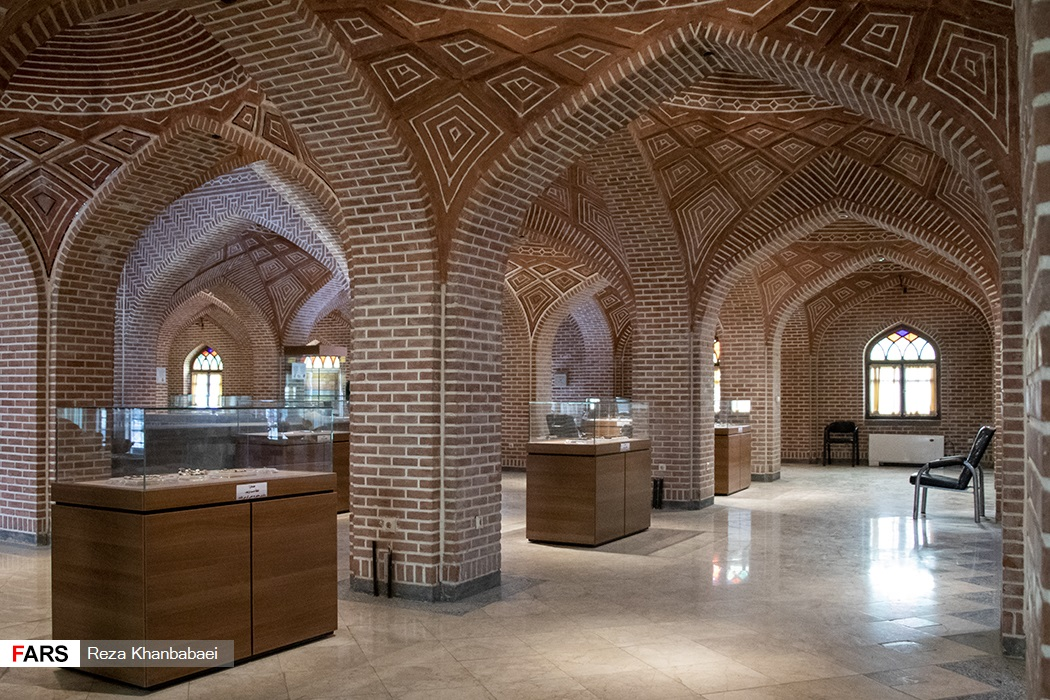
موزه باستان‌شناسی اردبیل